# Mqabba FC
El Mqabba FC es un equipo de fútbol de Malta que juega en la Liga Nacional Aficionada Maltesa, la tercera liga de fútbol más importante del país.

## Historia
Fue fundado en el diciembre del año 1957 en la pequeña ciudad de Mqabba, ubicada al suroeste del país.
Cuando el fútbol en Malta fue reestructurado, el Mqabba FC logró el ascenso a la máxima categoría en 3 ocasiones y tiene el mérito de ser una de las ciudades más pequeñas de Malta que han puesto un equipo en la Premier League de Malta.

## Palmarés
- Primera División de Malta: 1

1990/91
- Segunda División de Malta: 1

1983/84, 2013/14

## Gerencia
- Charles Farrugia - Presidente
- Ethienne Borg & John Sciberras - Vicepresidentes
- Edward Galea - Secretario
- Martin Gauci - Tesorero
- Steve Debono - Gerente del Equipo